# Puchar Świata w narciarstwie alpejskim 1981/1982
Sezon 1981/1982 Pucharu Świata w narciarstwie alpejskim rozpoczął się 3 grudnia 1981 we francuskim Val d’Isère, a zakończył 27 marca 1982 we francuskiej miejscowości Montgenèvre. Była to 16. edycja pucharowej rywalizacji. Rozegrano 31 konkurencji dla kobiet (8 zjazdów, 9 slalomów gigantów i 10 slalomów specjalnych i 4 kombinacje) i 33 konkurencje dla mężczyzn (10 zjazdów, 9 slalomów gigantów i 9 slalomów specjalnych i 5 kombinacji).
Puchar Narodów (łącznie) zdobyła reprezentacja Szwajcarii, wyprzedzając Austrię i Stany Zjednoczone.

## Puchar Świata w narciarstwie alpejskim kobiet
Wśród kobiet najlepszą zawodniczką okazała się Szwajcarka Erika Hess, która zdobyła 297 punktów, wyprzedzając reprezentantkę RFN Irene Epple i Amerykankę Christin Cooper.
W poszczególnych klasyfikacjach tryumfowały:
- Marie-Cécile Gros-Gaudenier – zjazd
- Erika Hess – slalom
- Irene Epple – slalom gigant
- Irene Epple – kombinacja

## Puchar Świata w narciarstwie alpejskim mężczyzn
Wśród mężczyzn najlepszym zawodnikiem okazał się Amerykanin Phil Mahre, który zdobył 309 punktów, wyprzedzając Szweda Ingemara Stanmarka i swojego rodaka, brata Steve'a Mahre'a.
W poszczególnych klasyfikacjach tryumfowali:
- Steve Podborski i  Peter Müller– zjazd
- Phil Mahre – slalom
- Phil Mahre – slalom gigant
- Phil Mahre – kombinacja

## Puchar Narodów (kobiety + mężczyźni)
- 1.  Szwajcaria – 1587 pkt
- 2.  Austria – 1502 pkt
- 3.  Stany Zjednoczone – 1314 pkt
- 4.  RFN – 765 pkt
- 5.  Włochy – 596 pkt